# Liste der Kardinalskreierungen Johannes’ XIII.
Papst Johannes XIII. kreierte während seines Pontifikates, das von 965 bis 972 dauerte, insgesamt zehn Kardinäle.

## 969
- Leo, Kardinalbischof von Ostia, † 983
- Johannes, Kardinalbischof von Frascati

## 970
- Januarius, Kardinalpriester einer unbekannten Titelkirche

## 972
- Benedikt, Kardinalpriester von Santa Maria in Trastevere, † vor 993
- Julianus, Kardinalpriester von San Pietro in Vincoli
- Crescentius, Kardinalpriester einer unbekannten Titelkirche
- Benedikt, Kardinaldiakon von San Teodoro
- Domno, Kardinaldiakon, † März 974
- Benedikt, Kardinalbischof von Sutri
- Franco, Kardinaldiakon, 974, 980–981 und 984–985 (Gegen-)Papst Bonifatius VII., † 20. Juli 985